# 萊夫·賽格斯坦
萊夫·賽格斯坦（瑞典語：Leif Segerstam，1944年3月2日—2024年10月9日），是當代芬蘭指揮家及作曲家。出生於西部瓦薩。1953年至1963年期間入讀於赫爾辛基的西貝流士音樂學院學習小提琴、鋼琴及指揮；他曾於1962年在赫爾辛基的Maj Lind國際鋼琴比賽中獲得冠軍。畢業後再轉到美國紐約的朱利亞德學院跟隨尚莫雷（Jean Morel）學習指揮，並於1964年獲得指揮文憑。
畢業後，他受聘於不同的樂團，其中包括有皇家斯德哥爾摩歌劇院、芬蘭國家歌劇院及奧地利電台交響樂團；1975年他獲得首個首席指揮職位，是在維也納電台交響樂團。及後他亦在芬兰广播交响乐团、丹麥國家交響樂團及赫尔辛基爱乐乐团任職首席指揮。現時為赫尔辛基爱乐乐团、圖爾庫愛樂樂團的名譽首席指揮，亦是多個樂團的客席指揮，包括有芝加哥交響樂團、洛杉機愛樂樂團、多倫多交響樂團及巴西聖保羅市交響樂團。
1997年，他回到西貝流士音樂學院，出任母校的指揮系教授直至2013年。1998年，他獲北歐音樂協會（Nordic Music Council，NOMUS）頒發獎狀，表揚他對北歐音樂的貢獻。

## 音樂創作
賽格斯坦是一個多產的作曲家，其中最為著名的是由他的「管絃樂日記」（Orchestral Diary Sheets）所延伸出來的交響曲。直至2022年12月，他已經完成了352首交響曲；另外還有40多首各類型的協奏曲、30首絃樂四重奏、近100首室樂作品，打破了美國作曲家路雲·泰勒（Rowan Taylor，1927-2005）所保持的265首交響曲紀錄。相比泰勒近乎沒人認識的作品，賽格斯坦的交響曲最少有超過一半曾作完整公開演出，而且份作品更以CD被發行。2014年、在他70歲生日時，更首演了他的第258、259、261及262號交響曲；同年10月亦分別首演了他的第272號交響曲（10月2日、圖爾庫管絃樂團、芬蘭；10月3日、马林斯基剧院、俄羅斯聖彼德堡）及第268號交響曲（10月31日、法国国家管弦乐团、法國巴黎）。2017年，賽格斯坦兩度到訪中國，先在4月與深圳交響樂團合作，首演了他的第304號「小交響曲」；其後於10月，帶領浙江交響樂團首演了他的第307號「小交響曲」。
2019年度，年屆75歲的他仍然活躍於樂壇，首先他在2019年9月，於赫爾辛基音樂廳帶領西貝流士音樂學院交響樂團首演了他的第325號「小交響曲」，2020年1月，他首度與伊斯坦堡國立交響樂團合作，首演了他的第334號「迷你交響曲」，是目前為止完成時期最近的演出作品，同年5月他亦將會首度與巴西米納斯吉拉斯管弦樂團合作，首演他另一首的「迷你交響曲」。
他的第295號交響曲則已被圖爾庫愛樂樂團演錄成唱片作公開發售。
賽格斯坦近年的音樂作品都是傾向即興主義，要求樂手以一種較自由、但仍保持有脈動的演奏方式去彈奏旋律；另外，他的作品亦儘量不需要使用指揮，有需要時才由樂團首席站立以提供指示。

### 寫作手法及演奏方式

#### 配器
就以近十年賽格斯坦不斷創作的交響曲為例，基本上他已經固定了以下的編制：
- 木管樂器：短笛、長笛、雙簧管、英國管、單簧管、低音單簧管、巴松管、低音巴松管各1支
- 銅管樂器：4圓號，3小號、3長號、1大號
- 敲擊樂器：1名負責定音鼓（及少量敲擊樂器，以哨笛（英语：Slide whistle）及三角鐵較常用）、3位敲擊樂手，所用樂器非常多樣化，難一概而論
- 鍵盤樂器：2名鋼琴，可以齊奏或分開演奏
- 絃樂器：第1小提琴（間中會有獨奏段落）、第2小提琴、中提琴、大提琴、低音大提琴、2豎琴。其中提琴類均為齊奏，豎琴則會鋼琴一樣，可以齊奏或分開演奏

少量作品會加入其他演奏者，例如第111號加入了合唱團、第173號需要一個獨唱（或小號獨奏）、第231號需要2支小號及1支中音號獨奏、第232號則需要1個合成器、或1(2)支小號獨奏、又或者3支單簧管在3個不同的八度音域上平衡吹奏、第233號需要有朗誦等等。

#### 樂曲結構
他的交響曲所預計的演奏時間均為24分鐘。就擺放於芬蘭音樂資料中心網上資源庫中的樂譜所見，通常都由6頁樂譜組成，以為單樂章式不設間斷的作品。除第1頁外，每1頁開頭皆為新的排練號，亦可以說，全曲可分為6個段落。由於段落的長度可長可闊，就手稿所見，賽格斯坦經常會在各行的末段加上長長的接續部份，這亦可算是他的手稿的一大特色。

#### 寫作風格
大致可以有以下的歸納：
- 所請的「即興主義」，其實就是在一個段落中，每一件樂器都有其需要演奏的音高、樂句和所需長度，樂器之間可以各自獨立演奏，亦可合奏；
- 速度大致定在某一個範圍內，但可有個別快、慢上的調節；
- 極少使用小節線，不論是分段或結尾均絕少會出現。反而較多利用方括號來標示不同樂器須齊奏；
- 樂句主要以數個長音，或是快而密的重覆音所組成；豎琴和鋼琴則以長的和弦、琶音等所組成；
- 樂句之間常以長的休息分隔，並以秒為單位，標示休息時間，而休息時間非常有彈性，例如在第246號交響曲，3支小號在排練號A的開頭標示有延長全休止符及寫上“22-33”,即表示休息時間介於22至33秒之間，然後3支齊奏三個全音符後，再有11-22秒的休息，可以說相當自由；
- 每一個新的段落開始前，樂譜上均會標示須以某位樂手作為帶領，該名樂手須在合適的時間站立示意，其他樂手則繼續演奏相關樂段，並須留意帶領樂手的指示而進入下一段落；
- 接上一段，為了有較順暢交接，賽格斯坦通常安排每個段落的最後樂句，都會要求樂手不斷將它重覆，務使樂手會都能大致按時完成整段後接續下一段；
- 新段落開始時，通常只會由部份樂器開始，其他樂器隨不同長度的休息時段後加入，因此織體上都是由薄漸至厚；
- 由第303至327號的交響曲，作曲家稱為「小交響曲」（Sinfonia piccola），編制、結構上形式上和之前的沒有分別，但篇幅上較為短，例如一般的交響曲的總譜共有六頁，「小交響曲」則通常只有四頁，預計演奏時間因而由標準的24分鐘縮短為16分鐘左右；
- 由第328號開始，作曲家稱為「迷你交響曲」（Minisinfonia）或 「迷你小交響曲」（Minisinfonia piccola），同樣編制、結構上和形式上和前述的沒有分別，篇幅則比「小交響曲」更短，總譜只有三頁，預計演奏時間再縮短至10分鐘左右。現時篇幅最短的為第340及352號，第340號特別稱為「迷你小型交響曲」（Minipiccola sinfonia），只有2頁樂譜 （页面存档备份，存于）而已。

## 錄音
同樣令聽眾對賽格斯坦有所認識的是他作為指揮家的身份，他經常被邀請到各地樂團指揮及灌錄唱片。他所指的曲目極為廣泛，尤以浪漫樂派及以後的作品為主，曾灌錄全套馬勒、西貝流士、尼尔森、史加爾亞賓及舒尼格的交響曲全集，同時亦致力推廣其他現代作曲家的作品，包括有同鄉勞塔瓦拉、美國作曲家科里利亞諾、克里斯托弗·劳斯等。
他早期的交響曲大都是由NAXOS旗下的BIS唱片公司所灌錄及發行。而中期的交響曲則由獨音品牌Ondine發行。

## 個人生活
賽格斯坦的首任太太漢內萊·賽格斯坦是一名小提琴家，曾經擔任芬蘭廣播交響樂團的首席，育有兩名孩子，當中幼女皮婭（Pia）現時為專業大提琴家。第二任妻子為赫爾辛基爱樂樂團的豎琴手，育有三名孩子。兩段婚姻最終都是離婚收場。2012年賽格斯坦缔结了第三段婚姻。

## 外部連結
- 賽格斯坦專訪（1997年12月） （页面存档备份，存于）
- 賽格斯坦專訪（2013年2月） （页面存档备份，存于）
- 賽格斯坦簡介 （页面存档备份，存于）
- 賽格斯坦作品列表 Archive.today的存檔，存档日期2016-10-27
- NAXOS唱片有關賽格斯坦的唱片資料 （页面存档备份，存于）